# Castelo de Cadbury (Somerset)
O Castelo de Cadbury é uma paróquia de Lacaia do Sul de Somerset, no condado inglês de Somerset. É um monumento programado

## História
O assentamento mais antigo no local é representado por poços e postais datados com cerâmica neolítica e pedras.